# Liste der Monuments historiques in Cernay-lès-Reims
Die Liste der Monuments historiques in Cernay-lès-Reims führt die Monuments historiques in der französischen Gemeinde Cernay-lès-Reims auf.

## Liste der Immobilien
| Bezeichnung      | Beschreibung           | Standort                | Kennzeichnung | Schutzstatus | Datum | Bild           |
| ---------------- | ---------------------- | ----------------------- | ------------- | ------------ | ----- | -------------- |
| Kirche St-Martin | ab dem 12. Jahrhundert | Rue Saint-Martin (Lage) | PA00078607    | Classé       | 1911  | weitere Bilder |

## Liste der Objekte
| Bezeichnung               | Beschreibung | Standort                       | Kennzeichnung | Schutzstatus    | Datum     | Bild |
| ------------------------- | --- | ------------------------------ | ------------- | --------------- | --------- | ---- |
| Drei Glocken              | Bronze, 1685 gegossen, aus der Abtei Saint-Remi in Reims; während des Ersten Weltkriegs zerstört                      | in der Kirche St-Martin (Lage) | PM51001345    | Classé gelöscht | ? 1942    |      |
| Skulptur Madonna mit Kind | Marmor, um 1350; 1917 gestohlen, seit 1928 im Metropolitan Museum of Art in New York City (Abb.); Kopie in der Kirche | in der Kirche St-Martin (Lage) | PM51001344    | Classé gelöscht | 1908 1945 |      |
| Taufbecken                | Schiefer, 12. Jahrhundert                                                                                             | in der Kirche St-Martin (Lage) | PM51000138    | Classé          | 1960      |      |